# Martim Costa
Martim Mota da Costa, más conocido como Martim Costa, (Vila Nova de Gaia, 27 de septiembre de 2002) es un jugador de balonmano portugués que juega de lateral izquierdo en el Sporting CP de la Andebol 1. Es internacional con la selección de balonmano de Portugal.
Su primer gran campeonato con la selección fue el Campeonato Mundial de Balonmano Masculino de 2023.
Es hermano del también balonmanista Francisco Costa y su padre, Ricardo Costa, es exjugador de balonmano y en la actualidad ejerce de entrenador.

## Palmarés

### FC Oporto
- Liga de Portugal de balonmano (1): 2021
- Copa de Portugal de balonmano (1): 2021

### Sporting CP
- Copa de Portugal de balonmano (3): 2022, 2023, 2024
- Liga de Portugal de balonmano (1): 2024

### Consideraciones individuales
- Mejor lateral izquierdo del Campeonato Europeo de Balonmano Masculino Sub-20 de 2022[5]
- Mejor lateral izquierdo del Campeonato Europeo de Balonmano Masculino de 2024[6]
- Máximo goleador del Campeonato Europeo de Balonmano Masculino de 2024 (54 goles)
- Mejor central del Campeonato Mundial de Balonmano Masculino de 2025[7]

## Clubes
| Club               | País     | Año         |
| ------------------ | -------- | ----------- |
| FC Gaia            | Portugal | 2019 - 2020 |
| FC Oporto          | Portugal | 2020 - 2021 |
| Sporting de Lisboa | Portugal | 2021 - Act. |

## Estadísticas

### Selección nacional
|  | Líder del Torneo            |
|  | Incluido en el Equipo Ideal |

| Torneo              | Partidos | Ataque | Ataque | Ataque      | Ataque | Posición |
| Torneo              | Partidos | Goles  | Tiros  | Efectividad | Media  | Posición |
| ------------------- | -------- | ------ | ------ | ----------- | ------ | -------- |
| Mundial 2023        | 6        | 2      | 9      | 22.22%      | 0.33   | 13º      |
| Europeo 2024        | 7        | 54     | 81     | 66.66%      | 7.71   | 7º       |
| Mundial 2025        | 9        | 44     | 82     | 53.66%      | 4.89   | 4º       |
| Total en su carrera | 22       | 100    | 172    | 58.14%      | 4.55   | -        |

Actualizado a 2 de febrero de 2025.